# Bobadela (Chaves)
Bobadela (Bobadela de Monforte) ist ein Ort und eine ehemalige Gemeinde (Freguesia) im portugiesischen Kreis Chaves. Die Gemeinde hatte 104 Einwohner (Stand 30. Juni 2011).
Am 29. September 2013 wurden die Gemeinden Bobadela und Oucidres zur neuen Gemeinde Planalto de Monforte (União das Freguesias de Oucidres e Bobadela) zusammengeschlossen.